# Thomas Guldborg Christensen
 Der er flere personer med dette navn, se Thomas Christensen.
Thomas Guldborg Christensen (født 20. januar 1984) er en dansk fodboldspiller.

## Klubarriere
Han fik sin fodboldopdragelse i AB, men rykkede i 2004 til Viborg FF. I 2006 skiftede han til Vejle BK, hvorfra han i 2007 blev lånt ud til Herfølge Boldklub. Han skiftede sidenhen permanent til Herfølge, der skiftede navn til HB Køge, hvor han fra sommeren 2010 var anfører. Her spillede han frem til sommeren 2012, hvor han blev solgt til Hammarby IF.
I årene 2015-2017 spillede Thomas for Lyngby BK. Nytår 2017/18 valgte Thomas at indstille karrieren.

## Landsholdskarriere
Han har spillet flere landskampe for Danmarks forskellige ungdomslandshold.